# Diego Rosa
Diego Rosa (sinh ngày 22 tháng 3 năm 1989) là một cầu thủ bóng đá người Brasil.

## Sự nghiệp câu lạc bộ
Diego Rosa đã từng chơi cho Montedio Yamagata.